# Sächsisches Gräberfeld bei Immenbeck

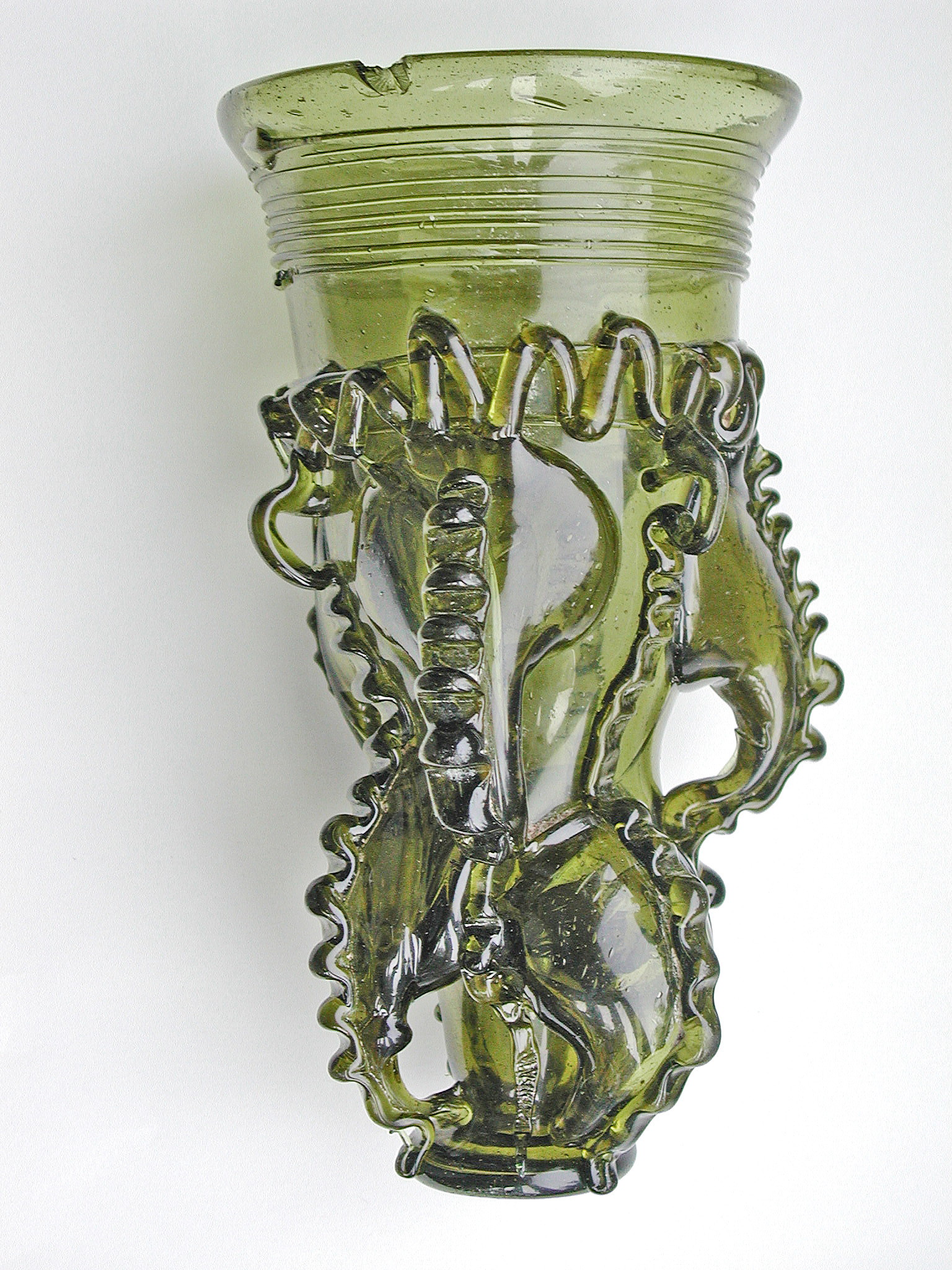
In einem Grab des Gräberfeldes ein gefundener Rüsselbecher

Das Sächsische Gräberfeld bei Immenbeck ist ein archäologischer Fundplatz im Buxtehuder Ortsteil Immenbeck im Landkreis Stade. Das Gräberfeld aus dem 4. bis ins 6. Jahrhundert wurde im Jahr 2000 entdeckt und bis 2004 ausgegraben. Es gilt als das größte sächsische Körpergräberfeld auf dem europäischen Kontinent und zeichnet sich durch seine reichen Grabbeigaben mit Schmuck, Glasperlen, Bernstein sowie spätantiken Gläsern aus.

## Beschreibung
Es handelt sich um ein gemischtbelegtes Gräberfeld aus der späten römischen Kaiserzeit und der Völkerwanderungszeit. Gemischtbelegt bedeutet, dass die beiden Bestattungsriten der Brandbestattung und der Körperbestattung nebeneinander praktiziert worden sind. Vorbehaltlich der noch nicht abgeschlossenen Untersuchungen wird seine Belegungszeit auf das 4. bis ins 6. Jahrhundert geschätzt. Die Belegungsdauer umfasst einen Zeitraum von etwa 200 Jahren und damit 9 Generationen. Auf dem nicht komplett archäologisch untersuchten Gräberfeld wurden 262 Bestattungen, davon 214 Körpergräber und 48 Urnenbestattungen, festgestellt.
Die Gräber waren unterschiedlich ausgeprägt und unterscheiden sich in Erd-, Sarg-, Kammer- und Urnengräber. Die Größen der Kammergräber reichen von 2 × 0,8 bis 3,6 × 1,7 Meter. Die Grabenwände der Kammergräber wurden aus Spaltbohlen errichtet, die sich als dunkle Verfärbungen im Boden zeigten.

## Ausgrabungen
Das Gräberfeld wurde bei der Erschließung eines Neubaugebiets im Jahre 2000 entdeckt. Ausgrabungen erfolgten in den Jahren 2000 bis 2004 durch die Archäologische Denkmalpflege der Stadt Buxtehude, der Bezirksarchäologie Lüneburg des Niedersächsischen Landesamtes für Denkmalpflege, das Archäologische Institut der Universität Hamburg und die Karls-Universität Prag unter Mithilfe von Grabungsarbeitern und freiwilligen Helfern. Die Ausgrabungen beschränkten sich auf das Baugebiet, so dass das gesamte Ausmaß des Gräberfeldes nicht bekannt ist. Der Standort der zum Gräberfeld gehörigen Siedlung ist noch nicht lokalisiert.
Die Ausgrabungen in dem schweren Lehmboden gestalteten sich schwierig. Infolge der Bodenbedingungen haben sich organische Reste in nicht nennenswertem Ausmaß erhalten. Selbst die Knochen der in Körpergräbern bestatteten Toten waren vergangen. Wegen der feinteiligen Grabbeigaben erfolgten über 200 Blockbergungen. Die Blöcke wurden im Jahr 2010 in einem Forschungsvorhaben des Instituts für Werkstoffkunde der Leibniz Universität Hannover und des Niedersächsischen Landesamtes für Denkmalpflege untersucht. Dabei wurden die Blöcke zunächst geröntgt und dann einer Untersuchung mittels Computertomografie unterzogen. Die Auswertung und Freilegung der Blockbergungen dauern bis heute an.

### Fundstücke

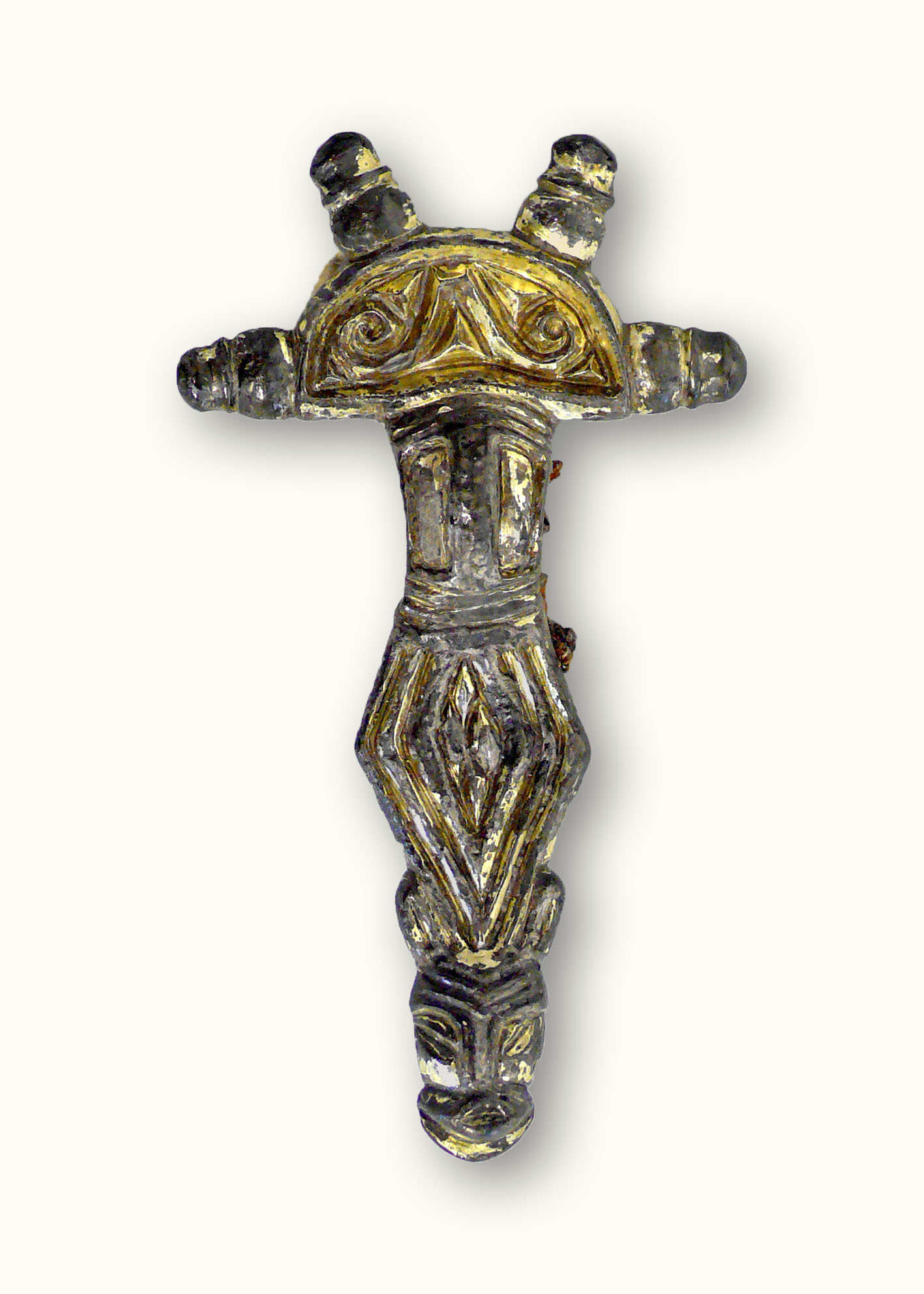
Vierknopffibel aus massivem Silber mit Goldauflage

Aufgrund der reichen Grabbeigaben von Schmuck, Glas- und Metallgegenständen erbrachten die Ausgrabungen bislang mehr als 11.000 Fundstücke. Die Fundstelle Immenbeck ist besonders bekannt für ihren Glasreichtum, der sich als große Fülle von bunten Perlen aus Glas und Bernstein zeigte. Dieses Fundspektrum macht etwa zwei Drittel der Beigaben aus; so fanden sich allein in einem Grab etwa 1400 kleine Perlen, die vermutlich zu einem Obergewand gehörten.
Die Untersuchungen der Frauengräber ergab, dass Frauen vermutlich in ihrer Tracht beigesetzt wurden und sie als Beigaben Schmuck sowie Haushaltsgegenstände, wie Schlüssel, erhielten. Perlen waren den Frauengräbern als Collier beigegeben. Zu den gefundenen Metallgegenständen gehörten Fibeln aus Bronze und Silber, die als Scheiben- und Bügelfibeln ausgeprägt waren. Weitere Fundstücke aus Metall waren Arm-, Hals- und Fingerringe sowie wenige Münzen, darunter römische Denare. In den Männergräbern fanden sich Waffen, wie ein 95 cm langes Schwert, Speer- oder Lanzenspitzen, Pfeilspitzen, Äxte sowie zahlreiche Messer in verschiedener Ausprägung.
Die außergewöhnlichsten Fundstücke waren 13 zum Teil unbeschädigte Glasgefäße, deren Herkunftsgebiet am Niederrhein vermutet wird, wo die Glasmacherkunst von den Römern begründet wurde. Die Glasfunde lassen sich in vier Typen unterteilen. Dazu gehören schmale längliche Gläser, Rüsselbecher, Glasschalen und Spitzbecher. Zu den zwei gefundenen Rüsselbechern gibt es bisher keine Vergleichsfunde. Bei der Glasherstellung wurden in das flüssige Glas der Becher etwa 3,5 mm hohe Inschriften in lateinischer Sprache aufgebracht, die sinngemäß die Worte Lebe durch den Wein und Zum Wein gehörig enthalten.
Eine Auswahl der Fundstücke des Gräberfeldes werden als neue Dauerausstellung im 2021 wiedereröffneten Buxtehude Museum für Regionalgeschichte und Kunst gezeigt.